# 1228

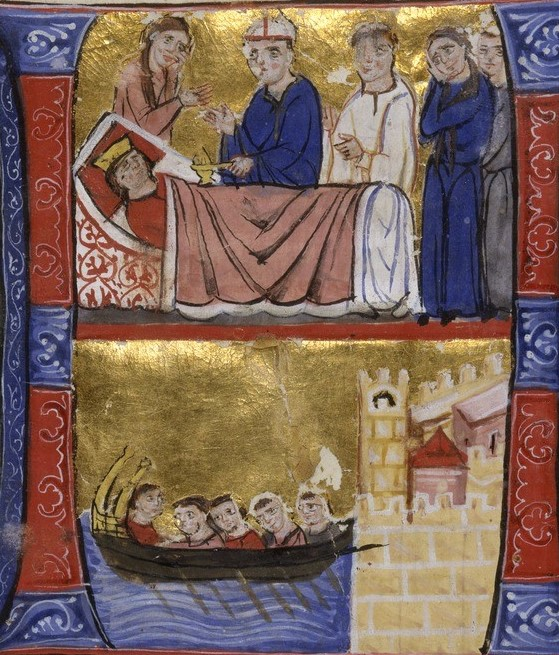
dood van Yolande - Frederik vertrekt naar Akko

Het jaar 1228 is het 28e jaar in de 13e eeuw volgens de christelijke jaartelling.

## Gebeurtenissen
- Keizer Frederik II begint alsnog de Zesde Kruistocht. Hij steekt over naar Akko.
- 16 juli - Franciscus van Assisi wordt heilig verklaard.
- 14 oktober - De opvolger van Otto II als bisschop van Utrecht, Wilbrand van Oldenburg, herovert Drenthe.
- De pauselijke legaat Willem van Modena verdeelt het door de Zwaardbroeders in de Lijflandse Kruistocht veroverde gebied tussen de Orde en de Kerk.
- kloosterstichtingen: Beaupré, 's-Hertogenbosch.
- In de bul Fraternitatis tuae erkent paus Gregorius IX het hostiewonder in Alatri.
- oudst bekende vermelding: Bolinne, Črnomelj, Mariekerke, Reghin

## Opvolging
- Achaje - Godfried I van Villehardouin opgevolgd door zijn zoon Godfried II van Villehardouin
- Istrië - Hendrik II opgevolgd door zijn broer Otto I van Meranië
- Jeruzalem - Yolande opgevolgd door haar zoon Koenraad onder regentschap van diens vader keizer Frederik II
- Latijnse Keizerrijk - Robert van Courtenay opgevolgd door zijn broer Boudewijn onder regentschap van zijn zuster Maria van Courtenay
- paltsgraafschap aan de Rijn - Lodewijk de Kelheimer opgevolgd door zijn zoon Otto II
- Orde van Sint Jan van Jeruzalem (grootmeester) - Guérin de Montaigu opgevolgd door Bertrand de Tessy (jaartal bij benadering)

## Geboren
- 25 april - Koenraad IV, koning van Duitsland en Sicilië (1250-1254) en Jeruzalem (1228-1254)
- Jacobus de Voragine, Italiaans theoloog en aartsbisschop van Genua (jaartal bij benadering)

## Overleden
- 13 januari - Yvetta van Hoei (~69), Belgisch anachoreet en profetes
- 25 april - Yolande (~15), koningin van Jeruzalem en echtgenote van Frederik II
- 9 juli - Stephen Langton, theoloog en aartsbisschop van Canterbury
- 28 juli (~62) - Mathilde I van Bourbon, Frans edelvrouw
- september - Maria van Courtenay, echtgenote van Theodoros I Laskaris en regentes van Constantinopel
- Godfried I van Villehardouin, vorst van Achaje (1209-1228)
- Robert van Courtenay (~27), Latijns keizer van Constantinopel (1219-1228)
- Guérin de Montaigu, grootmeester van de Orde van Sint Jan (jaartal bij benadering)